# Ала-Тоо (футбольний клуб)

Старий логотип клубу

«Ала-Тоо» (кирг. Ала-Тоо) — киргизський футбольний клуб, який представляє Нарин.

## Історія
Футбольний клуб «Ала-Тоо» було засновано 1992 року. Він взяв участь у першому незалежному чемпіонаті Киргизстану (1992), в якому клуб зайняв останнє місце серед 12 команд-учасниць і після цього був розформований.
У 1997 році в Нарині був створений клуб «Дордой» (пізніше «Дордой-Динамо», потім знову «Дордой»), що став неодноразовим чемпіоном Киргизстану. У другій половині 2000-х років «Дордой» переїхав до Бішкеку.
Паралельно в середині 2000-х років була зроблена спроба відродити клуб «Ала-Тоо», протягом декількох сезонів він без особливого успіху виступав у першій лізі.
У 2012 році «Ала-Тоо» знову був відроджений, цього разу фактично як фарм-клуб «Дордоя». Команда була відразу заявлена у вищу лігу і в дебютному сезоні посіла 6-те місце, на наступний рік стала 5-ю, а у 2014 році знову 6-ю.

## Досягнення
- Топ-Ліга
  - 5-те місце (3): 2013, 2014, 2015

- Кубок Киргизстану
  - 4-те місце (1): 2012

## Статистика виступів у національних турнірах
| Сезон | Ліга | Ліга | Ліга | Ліга | Ліга | Ліга | Ліга | Ліга | Ліга | Кубок Киргизстану | Бомбардир | Бомбардир | Тренер |
| Сезон | Див. | Міс. | Іг.  | В    | Н    | П    | ЗМ   | ПМ   | О    | Кубок Киргизстану | Ім'я      | В лізі    | Тренер |
| ----- | ---- | ---- | ---- | ---- | ---- | ---- | ---- | ---- | ---- | ----------------- | --------- | --------- | ------ |
| 1992  | 1-й  | 12   | 22   | 2    | 4    | 16   | 12   | 78   | 8    |                   |           |           |        |
| 2012  | 1-й  | 6    | 28   | 9    | 3    | 16   | 39   | 50   | 30   |                   |           |           |        |
| 2013  | 1-й  | 5    | 20   | 11   | 3    | 6    | 41   | 23   | 36   |                   |           |           |        |
| 2014  | 1-й  | 5    | 20   | 7    | 2    | 11   | 29   | 34   | 13   |                   |           |           |        |
| 2015  | 1-й  | 5    | 20   | 4    | 1    | 15   | 17   | 42   | 13   |                   | Сагинбаєв | 3         |        |